# 上杉隆
上杉 隆（うえすぎ たかし、1968年〈昭和43年〉5月3日 - ）は、日本のジャーナリスト、実業家、政治活動家、作家、僧侶。 株式会社NO BORDER NEWS TOKYO社主。
日本ゴルフ改革会議事務局長。特定非営利活動法人日本・ロシア協会事業部部長。公益社団法人自由報道協会創設者。元NHKから国民を守る党幹事長兼国会対策委員長。AIメディア®NOBORDER、AIテレビ®ニューズオプエド®なども創設。

## 来歴

### 生い立ち
福岡県柳川市生まれ、東京都新宿区育ち。
新宿区立戸塚第一中学校卒業（現・西早稲田中学校）、東京都立広尾高等学校卒業、都留文科大学文学部英文科卒業。
1993年4月からNHKで勤務したと主張しているが、NHKでの勤務実態は公表されていない。
1994年9月から衆議院議員鳩山邦夫事務所に入所。後に公設秘書も務め、鳩山事務所には計5年間勤務する。

### ジャーナリスト・作家として
1999年7月から2001年までニューヨーク・タイムズ（正しくは記者ではなくリサーチャー）。1999年、石原慎太郎東京都知事、高井英樹特別秘書とともに都庁記者会見を開放。2000年、デビュー作『石原慎太郎 5人の参謀』(小学館)を刊行。
2001年、フリーランス・ジャーナリストとして独立。小泉純一郎首相、飯島勲秘書官とともに内閣記者会の加盟社を拡大。2002年、一連の外務省を取材、田中真紀子取材で「雑誌ジャーナリズム賞企画賞」を受賞。「ジャーナリズム五原則」を提言開始。オプエド®の概念を日本に初めてもたらす。2003年、北朝鮮入国リポート、イラク戦争取材の途上で事故、パリなどで約一年間入院。2004年、『エビジョンイル』(文藝春秋)を造語。流行語大賞のノミネートを受けるも即日取り消された。2005年、メディア取材開始。「官報複合体」を造語。2006年、キューバを訪問しフィデル・カストロの弟のラウル・カストロなど現職大臣や政府高官に取材。
2009年、3月24日、民主党の小沢一郎代表から記者クラブ開放の言質を取り、記者会見オープン化を前進させる。8月、松野頼久次期内閣官房副長官らと新しい記者会見のスキームを創設。9月の鳩山由紀夫内閣発足後、外国人特派記者等の一部の記者は新たに会見に参加したが、ネットメディアは事実上締め出されていた点を公約違反であると指摘。フリーランスやネット、海外メディアなどにも開くよう大臣らと直接交渉し、金融庁、外務省、内閣府、総務省、文科省、法務省、環境省などでオープン化を実現させる。『記者クラブ崩壊』(小学館)を出版。ウィキリークスとジュリアン・アサンジの登場と安全保障上の危機を外務省で最初に質問（岡田克也外務大臣）。2010年、内閣記者会見開放を正式に申し入れ(幹事社：共同通信、フジテレビ)。日本で最初にテレビとネットのサイマル放送を実現（朝日ニュースター）。同年、官房機密費問題の追及を開始（週刊ポストなど）。
2011年、自由報道協会を創設し代表となる。
2012年、株式会社NOBORDER設立。2013年、公益社団法人自由報道協会代表を辞任。2014年6月、インターネットニュース番組「ニューズ・オプエド®」の放送を開始。プロデューサー兼アンカー。2014年6月、日本ゴルフ改革会議 の枠組みを事務局長として整え発足させる。
2016年、東京都知事選挙に立候補し、泡沫候補としては首位である4位で落選（後述）した際、ジャーナリストを引退することを表明。2018年5月3日、50歳の誕生日に放送された「ニューズ・オプエド」内にて小説家になる事を発表。2019年1月25日、京都の本山修験宗総本山京都聖護院門跡（もんぜき）で得度（出家）した。
2017年11月5日、日米首脳会談中の霞ヶ関カンツリー倶楽部（埼玉）に取材でNOBORDER NEWS（NBN）の一員として訪れた際、不審者が紛れ込んでいると通報・埼玉県警の警備本部に連行され、また、同時間帯にホテルニューオータニ（東京）にホワイトハウスが設置したプレスセンターにいた、公式取材パス所持のNBN記者も排除されたことを、「NOBORDER追放事件」として告発した。
2019年7月、過去の2度の引退宣言を撤回し、ジャーナリストに復帰したことを発表した。

### 政治活動
2016年、東京都知事選挙に立候補し、落選した。この選挙については抗議活動も行っている（後述）。
2017年9月に小池百合子東京都知事らが希望の党を設立すると、上杉は第48回衆議院議員総選挙に向けた同党の候補者選定に携わった。また、民進党が希望の党への合流を打診していることに関しては、「三権の長」経験者（内閣総理大臣経験者の菅直人や野田佳彦）を合流から“排除”するよう小池に提案した。同年10月9日、総選挙に比例東京ブロックから希望の党公認で出馬する予定であることが報じられていたが、自身のブログで出馬を辞退したことを表明した。
2019年4月12日、東京都中央区長選挙に出馬するが落選。同年8月10日、NHKから国民を守る党(後のみんなでつくる党)の幹事長兼選挙対策委員長に就任した。同年10月25日、同党の選挙対策委員長を辞任し、幹事長と国会対策委員長の兼務となる。
2021年3月6日、自身の週刊誌報道を巡る5日の定例記者会見でのNHK党党首・立花の発言でプライバシーを侵害されたと主張し、発言の撤回と幹事長職辞任の意向を自身の公式サイトで表明。9日には会見を行い、辞表を提出した。

#### 2016年都知事選報道への抗議
2016年7月23日、自由報道協会にて他5候補（立花孝志・中川暢三・七海ひろこ・山口敏夫・マック赤坂）と共に会見を行い、25日に都選挙管理委員会と都庁記者クラブに対し「不平等な報道は公職選挙法と日本国憲法第14条に反するのではないか」という趣旨の抗議文を提出する意向を示した。
7月25日には上杉・山口・中川の3候補の呼びかけにより「政策を演説・討論する場を設けたかった」（山口）として新宿駅前にて合同演説会を行い、「主要候補」とされる小池を含め計12人が参加した。
7月27日には上杉・立花・七海・マック・内藤久遠の5候補が自由報道協会にて会見を開き、連名でテレビ東京を除く在京の民放キー局（日本テレビ・テレビ朝日・TBS・フジテレビ）と放送倫理・番組向上機構（BPO）に、報道姿勢を改めるよう求める連名の要求書・請求書を送ったと発表した。

## 受賞歴
- 第8回編集者が選ぶ雑誌ジャーナリズム賞 （2002年）企画賞 - 「一連の田中真紀子追及記事」（週刊文春2001年5月3日・10日合併号）
- メールマガジン『上杉隆の「ニッポンの問題点」』は、2015年「まぐまぐ MAG2NEWS」6位受賞、2016年「まぐまぐ 政治経済部門」 1位受賞、2017年「まぐまぐ　ジャーナリズム部門 1位受賞[24]。

## 著書
- 石原慎太郎「五人の参謀」（小学館文庫、2000年）
- 田中真紀子の恩讐（小学館文庫、2001年）
- 田中真紀子の正体（草思社、2002年）
- 議員秘書という仮面 - 彼らは何でも知っている（小学館文庫、2002年）
- 小泉の勝利 メディアの敗北（草思社、2006年）
- 官邸崩壊 安倍政権迷走の一年（新潮社、2007年） - 韓国語版も発売された。
- ジャーナリズム崩壊』（幻冬舎新書、2008年）
- 宰相不在 崩壊する政治とメディアを読み解く（ダイヤモンド社、2009年）
- 政権交代の内幕 民主党は日本をどう変えるのか（PHP研究所、2009年）
- 民主党政権は日本をどう変えるのか（飛鳥新社、2009年）
- 世襲議員のからくり（文春新書、2009年）
- 記者クラブ崩壊 新聞・テレビとの200日戦争（小学館101新書、2010年）
- 結果を求めない生き方 上杉流脱力仕事術（アスコム、2010年）
- 上杉隆の40字で答えなさい（大和書房、2010年）
- 小鳥と柴犬と小沢イチローと 日本を面白くしてしまった政治家47人の罪と罰（ビジネス社、2010年）
- なぜツイッターでつぶやくと日本が変わるのか マイクロジャーナリズムが政治とメディアを揺らす8つの話（晋遊舎新書、2010年）
- ウィキリークス以後の日本 自由報道協会（仮）とメディア革命（光文社、2011年）
- この国の「問題点」〜続・上杉隆の40字で答えなさい〜（大和書房、2011年）
- 放課後ゴルフ倶楽部（ゴルフダイジェスト社、2011年）
- 国家の恥 一億総洗脳化の真実（ビジネス社 2011年）
- 新聞・テレビはなぜ平気で「ウソ」をつくのか（PHP研究所、2012年）
- 大手メディアが隠す ニュースにならなかったあぶない真実（PHP研究所、2012年）
- メディアと原発の不都合な真実（技術評論社、2012年）
- 偽悪者〜トリックスターが日本を変える〜（扶桑社、2013年）
- ニュースをネットで読むと「バカ」になる ソーシャルメディア時代のジャーナリズム論（ベストセラーズ 2015年）
- 暴走検察（週刊朝日取材班共著、朝日新聞出版、2010年）
- 永田町奇譚 もしニッポンの総理が東スポを愛読してたら…（藤本順一共著、扶桑社、2010年）
- 報道災害【原発編】事実を伝えないメディアの大罪（烏賀陽弘道共著、幻冬舎、2011年）
- だからテレビに嫌われる（堀江貴文共著、大和書房、2011年）
- リアルタイムメディアが動かす社会: 市民運動・世論形成・ジャーナリズムの新たな地平（八木啓代、常岡浩介、岩上安身、すがやみつる、渋井哲也、郷原信郎、津田大介共著、東京書籍、2011年）
- 有事対応コミュニケーション力（鷲田清一、内田樹、岩田健太郎、藏本一也共著、技術評論社（生きる技術！叢書）、2011年）
- 私たちは、原発を止めるには日本を変えなければならないと思っています（飯田哲也、内田樹、江田憲司、開沼博、坂本龍一、高橋源一郎、田中三彦、藤原帰一、保坂展人、丸山重威、和田光弘、古賀茂明、小出裕章共著、ロッキング・オン、2011年）
- 誰がこの国を壊すのか（森達也共著、(ビジネス社、2012年）
- がんばらないから上手くなった。（田村尚之共著、(ゴルフダイジェスト新書、2015年）
- 淳と隆のなんだかおかしいニューズの裏側（田村淳共著、双葉社、2015年）
- 戦争の予感（ケン・ジョセフ共著、かんよう出版、2017年）
- 悪いのは誰だ！新国立競技場（扶桑社新書、2015年）
- 誰が「都政」を殺したか？（SBクリエイティブ、2017年）
- オプエド® 真実を知るための異論・反論・逆説（KADOKAWA、2017年）
- 人生から失敗はゼロになる（三笠書房、2018年）

## 現在の連載
- 財展（上杉隆の予定不調和ニュース）

## 過去の連載
- 朝日新聞（土曜日政治面）
- 毎日新聞（新聞時評）
- スポーツニッポン（コラム）
- 文藝春秋（新聞エンマ帳）
- 月刊現代（メディア／不定期連載）
- 論座
- 諸君！
- 新潮45（政治コラム）
- Voice（巻頭コラム）
- 週刊文春
- 週刊新潮
- 週刊朝日（ノンフィクション劇場）
- サンデー毎日
- 週刊ポスト
- 夕刊フジ（コラム）
- 日刊ゲンダイ
- DIAS
- ゲーテ
- キネマ旬報（上杉隆の時事批評）
- 東京スポーツ（永田町ワイドショー）

## 現在出演中のレギュラー番組

### テレビ等
- ニューズ・オプエド®（NOBORDER）
- 上杉隆のザ・リテラシー（NOBORÐER）

### ラジオ
- 発するモーニング[25]（さいたま発するFM）『聴くオプエド』月～土曜
- GREEN JACKET（InterFM897）毎月第4土曜日「スポーツのツボ」

## 以前出演していたレギュラー番組

### テレビ等
- ニュースの深層（朝日ニュースター）2012年3月まで火曜日レギュラー司会
- 太田光の私が総理大臣になったら…秘書田中（日本テレビ）
- 情報ライブ ミヤネ屋（読売テレビ）
- 中居正広の10文字で解説できたら格好いい!ニュースのギモン（テレビ朝日）
- ビートたけしのTVタックル（テレビ朝日）
- 朝まで生テレビ!（テレビ朝日）
- 情報プレゼンター とくダネ!（フジテレビ）
- ニュースJAPAN（フジテレビ）
- めざましどようび（フジテレビ）
- サキヨミ（フジテレビ・関西テレビ）
- 新報道2001（フジテレビ）
- 久米宏のテレビってヤツは!?（毎日放送）
- 5時に夢中!（TOKYO MX）毎月最終金曜日「マジだったのか!上杉隆の学べるブラックニュース」レギュラー
- U型テレビ（北海道文化放送）月曜コメンテーター
- 新春討論・平成22年この国の行方（日本文化チャンネル桜）
- 淳と隆の週刊リテラシー (TOKYO MX)
- 上杉リークス（ニコニコNOBORDER）
- U３W/上杉隆のWhat a Wonderful World（NOBORDER）

### ラジオ
- 高野孟のラジオ万華鏡（JFN）
- JAM THE WORLD (J-WAVE)「カッティング・エッジ」
- 小島慶子 キラ☆キラ（TBSラジオ）火曜日「コラ☆コラ」
- 吉田照美 ソコダイジナトコ（文化放送）水曜日
- TIME LINE（TOKYO FM）水曜日キャスター
- サードプレイス（JFN）毎月第2月曜日「月刊・上杉隆 ニュースの見方」
- The News Masters TOKYO（文化放送）毎月第4金曜日7時台ニュースマスター[26]
- ピーターバラカンのライフスタイルミュージアム（TFN）

### 映画
- friends after 3.11 (2012.3) 監督：岩井俊二
- 鷹の爪GO (2013.9) 監督：FROG MAN
- 裸のいとこ (2013.11) 監督：大鶴義丹